# Sinovac Biotech
A Sinovac Biotech Ltd. (NASDAQ: SVA) é uma empresa biofarmacêutica que se concentra na pesquisa, desenvolvimento, fabricação e comercialização de vacinas contra doenças infecciosas. A empresa está sediada em Beijing, China.
As vacinas comercializadas pela Sinovac incluem Healive (hepatite A), Bilive (hepatite combinada A e B), Anflu (gripe), Panflu (H5N1) e PANFLU.1 (H1N1). Também atua no desenvolvimento de uma vacina contra a encefalite japonesa. Em meados de abril de 2020, a China aprovou um ensaio clínico para uma vacina candidata contra o COVID-19, desenvolvida pela Sinovac.
Atualmente, em parceria com o Instituto Butantan, do Governo do Estado de São Paulo, a Sinovac está realizando a terceira fase de testes da CoronaVac, vacina contra o novo coronavírus.

## CoronaVac e a parceria com o Instituto Butantan
Parceria inédita entre Instituto Butantan e farmacêutica Sinovac Life Science, do grupo Sinovac Biotech, prevê produção e testes da CoronaVac, que já está na fase final de ensaios clínicos e é uma das mais promissoras em todo o mundo.
A vacina do estudo foi desenvolvida pela Sinovac Life Science Co., Ltd. É uma preparação feita com o novo coronavírus (SARS-COV-2) (cepa CZ02) cultivada em células Vero (um tipo de célula de rim de macaco). Para produzir a vacina, o vírus é inativado, ou seja, que se colocam substâncias químicas para que o vírus não seja capaz de infectar, ficando “morto”, sem poder causar doença. Depois é acrescentado a ele o hidróxido de alumínio, que é uma substância já bem conhecida como adjuvante para que a vacina gere anticorpos nas pessoas vacinadas. O esquema de vacinação do estudo é de duas doses de vacina com um intervalo de 14 dias (duas semanas) entre elas. A vacina é aplicada por via intramuscular.
O Governador do Estado de São Paulo, João Doria, anunciou no dia 6 de julho que a Anvisa (Agência Nacional de Vigilância Sanitária) autorizou o Instituto Butantan, em parceria com a farmacêutica chinesa Sinovac Biotech, a iniciar a fase III dos ensaios clínicos para testar a eficácia e a segurança da vacina contra o coronavírus. Os voluntários serão profissionais de saúde que trabalham no atendimento a pacientes com COVID-19.
“Esta é uma etapa de fundamental importância na vida do país e na vida e na saúde de milhões de brasileiros. Toda a pesquisa clínica será coordenada pelo Instituto Butantan, um dos maiores centros de pesquisa do mundo, que tem mais de 100 anos de atividades e é o maior produtor de vacinas da América Latina e um dos maiores do mundo”, disse Doria. 
O Instituto Butantan está adaptando uma fábrica para a produção da vacina. A capacidade de produção é de até 100 milhões de doses. Se a vacina for efetiva, o Instituto Butantan vai receber da Sinovac, até o fim do ano, 60 milhões de doses para distribuição.
As análises da Anvisa incluíram informações clínicas e de fabricação geradas pela Sinovac, além do plano de desenvolvimento clínico e protocolo de teste desenvolvido pelo Butantan. A agência garantiu celeridade ao pedido devido à emergência de saúde pública. A revisão foi conduzida com os mais altos padrões, já que a Anvisa é membro titular do Conselho Internacional de Harmonização de Requisitos Técnicos para Produtos Farmacêuticos para Uso Humano (ICH) e qualificada como agência reguladora funcional da Organização Mundial da Saúde (OMS). 
Os testes serão realizados em nove mil voluntários que trabalham em instalações especializadas para COVID-19, em 12 centros de pesquisas de seis Estados brasileiros: São Paulo, Brasília, Rio de Janeiro, Minas Gerais, Rio Grande do Sul e Paraná. A convocação dos participantes voluntários está programada para começar neste mês, após a aprovação ética ser obtida em cada local clínico.
“A aprovação do ensaio clínico de fase III é uma demonstração de que a parceria Butantan e Sinovac é uma colaboração eficiente para avançar, oferecendo esperança para salvar vidas em todo o mundo”, comentou o Diretor do Instituto Butantan, Dimas Tadeu Covas.